# Julius Petersen (Architekt)
Julius Peter Jacob Petersen (* 16. Juni 1883 in Hollmühle; † 6. April 1969 in Braunschweig) war ein deutscher Architekt und Baubeamter, sowie Hochschullehrer an der Technischen Hochschule Braunschweig.

## Leben
Julius Petersen studierte nach seinem Schulbesuch in Flensburg zunächst an der Technischen Hochschule Karlsruhe bei Friedrich Ostendorf und Hermann Billing, dann an der Technischen Hochschule Braunschweig bei Hermann Pfeifer. Während seines Studiums wurde er 1906 Mitglied der Karlsruher Burschenschaft Teutonia. 1915 wurde er nach bestandenem Examen zum Regierungsbaumeister (Assessor im öffentlichen Bauwesen) ernannt. Von 1924 bis 1934 amtierte er als Stadtbaurat in Schleswig. 1934 wurde er als ordentlicher Professor für Baukonstruktion und landwirtschaftliche Baukunde an die Technische Hochschule Braunschweig berufen. Er beschäftigte sich unter anderem mit Bauernhausforschung und war als Architekt für viele öffentliche Bauten tätig. Zum 1. Mai 1937 trat er der NSDAP bei (Mitgliedsnummer 4.139.320). Seit 1943 war er ordentliches Mitglied der Braunschweigischen Wissenschaftlichen Gesellschaft.
Am 30. September 1951 wurde er pensioniert, führte den Lehrstuhl jedoch bis 1965 kommissarisch weiter. Petersen war Mitglied im Bund Deutscher Architekten (BDA).